# Casa al carrer Manzanillo, 67 (Sant Pol de Mar)
La Casa al carrer Manzanillo és un edifici de Sant Pol de Mar (Maresme) inclòs a l'Inventari del Patrimoni Arquitectònic de Catalunya.

## Descripció
Es tracta d'una casa orientada cap al mar, adossada per un costat a una altra casa i la resta voltada de jardí. És de planta baixa, elevada respecte del terra i amb un petit garatge; un primer pis i coberta plana de rajola. La façana principal, d'estil neoclàssic, es caracteritza pel petit frontó de la barana del capcer, per la cornisa motllurada i pels balcons i ampits de les finestres amb balustrades de terra cuita. Les obertures són d'arc escarser i de proporcions humanitzades. La façana lateral, de cara al jardí, sols té una finestra i al final, a la part posterior de la casa, on s'amplià amb un segon pis, n'hi ha una altra. A un extrem del jardí hi ha una petita construcció per guardar eines, de planta baixa, mig enrunada. El conjunt de la casa, sense estar abandonada, necessita alguns arranjaments.